# Alsórámóc
Alsórámóc (németül: Unterrabnitz, horvátul: Donji Ramac, gradistyeiül Dolnji Ramac) Alsórámóc-Répcefő településrésze Ausztriában, Burgenland tartományban, a Felsőpulyai járásban.

## Fekvése
Felsőpulyától 14 km-re délnyugatra, a Répce partján fekszik, az összevont község déli részét képezi.

## Története
Rámóc települést 1279-ben "villa dicte Rebza" alakban említik először oklevélben, a neve később (Alsó-) Répcefőre (1398: „Rapchafey” családnévként, 1496: „Alsorepczefew”) változott. A mai névváltozat elsőként 1595-tól adatolható mint „Also-Ramoth”. A 14. század végén és a 15. század elején a „Rabchafey” azaz Rábcafőy család birtoka volt. Később több nemesi családnak, így a kirchschlagi Pottendorfer, a monyorókeréki Ellerbach, az alsólászlói Tábor családnak, valamint a lánzséri váruradalomnak is voltak itt birtokai. Ezután az Inkey és az Esterházy családok birtoka volt. 1772-ben már plébániája volt, templomát 1800-ban építették.
Vályi András szerint "RÁMOCZ. Rabnicz, Alsó, és Felső Rámocz. Két falu Sopron Vármegyében, földes Ura Felső Rámocznak H. Eszterházy; Alsónak pedig Inkey Uraság, lakosaik katolikusok, fekszenek Sopronhoz négy mértföldnyire, határbéli földgyeik hegyesek, és néhol soványak, vagyonnyaik középszerűek, fájok, erdejek van, harmadik osztálybéliek."
Fényes Elek szerint "Alsó-Rámócz, németül Unter Rabnicz, német falu, Sopron vmegyében, Sopronhoz dél-nyugotra 4 mfd., 55 kath. lak., paroch. egyházzal. Határa sovány, hegyes. Van 15 egész telke. F. u. hg Eszterházy."
1910-ben 571, többségben német lakosa volt jelentős magyar kisebbséggel. A trianoni békeszerződésig Sopron vármegye Felsőpulyai járásához tartozott. 1971-ben Alsórámóc, Répcefő és Répcebónya falvakat egy nagyközségben egyesítették, de 1991-ben Répcebónya újra önálló község lett.

Alsórámóc

## Nevezetességei
- Szent Péter és Pál apostolok tiszteletére szentelt római katolikus plébániatemploma 1800-ban épült.
- A falu délnyugati szélén áll az alsórámóci kastély. Az oromzatos kapuzat és az egykori  felvonóhíd emelőszerkezete ma is látható. A községben  minden évben itt rendezik a Répcevölgyi festőheteket. 1995-ben az alapítás 25. évfordulójára művészeti naptár is jelent meg a Répcevölgy településeiről.
- 2003-ban Alsórámócon egy kora középkori életet bemutató falumúzeumot alapítottak. A falu felett lévő fenyves melletti ártéri területen osztrák régészek az ásatások során talált épületek mintájára eredeti formájukban öt vályogtöméses, földbe süllyesztett lakóházat építettek fel. Láthatók itt az étkezéshez, a pihenéshez szükséges berendezések, de a mesterségek kialakulása előtti bőrkikészítés, a kovácsolás, a szövés-fonás, a kenyérsütés, a főzés kellékei, no meg korabeli fegyverek is.

## Külső hivatkozások
- Imburgenland.at
- Tourist-net
- Meinreise.at
- Magyar katolikus lexikon – Alsórámóc
- A középkori falumúzeum honlapja